# اماکولاته امسیپا
اماکولاته امسیپا (انگلیسی: Emmaculate Msipa؛ زادهٔ ۷ ژوئن ۱۹۹۲) یک بازیکن فوتبال اهل زیمبابوه است. وی بازیکن تیم ملی فوتبال بانوان زیمبابوه و نماینده این کشور در بازی‌های المپیک تابستانی ۲۰۱۶ بود.